# Yellow Clover; a Book of Remembrance

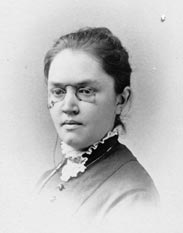
Katherine Lee Bates

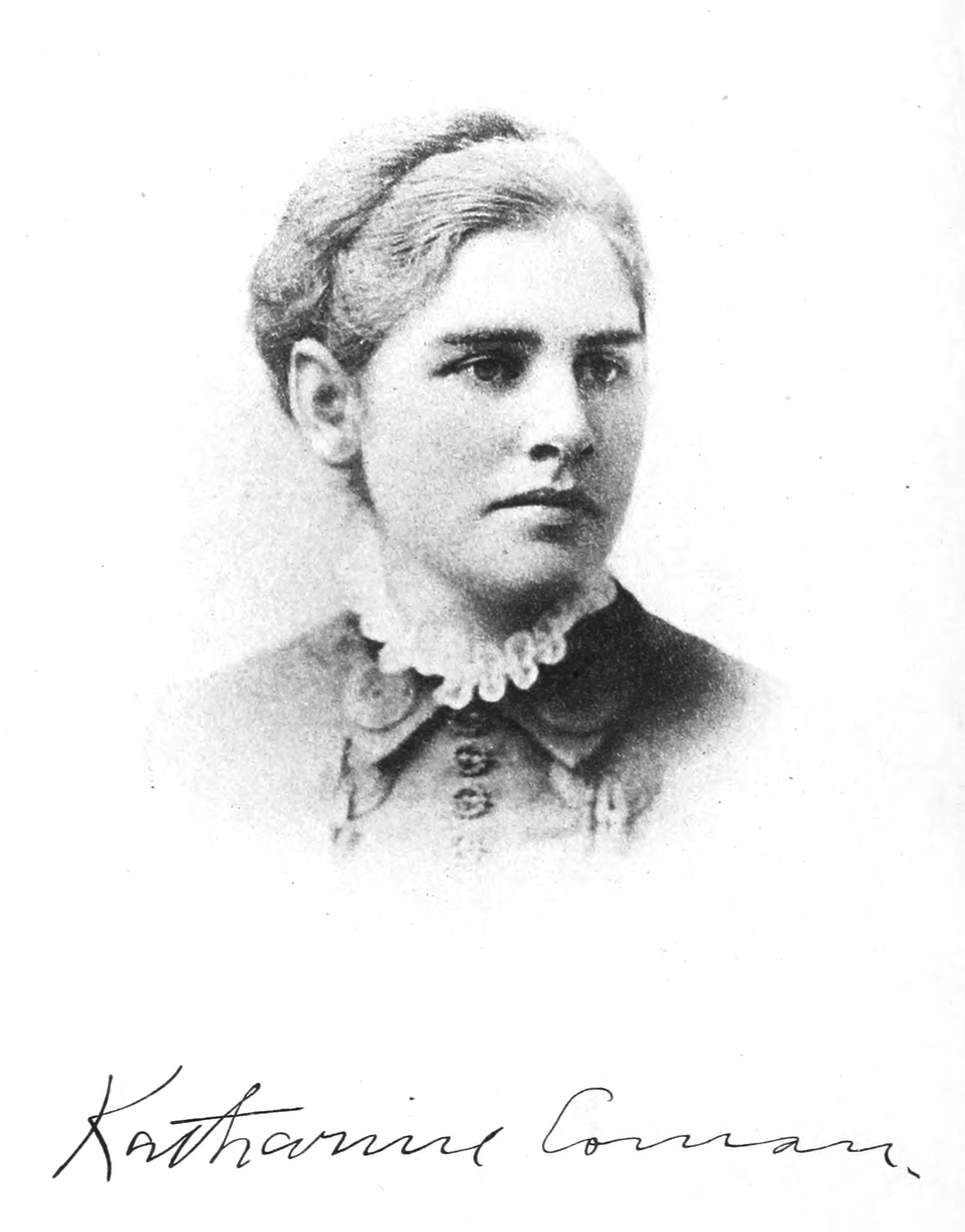
Katharine Coman, wieloletnia partnerka Katharine Lee Bates

Yellow Clover; a Book of Remembrance – tomik wierszy amerykańskiej poetki Katharine Lee Bates, będący elegią na cześć jej wieloletniej partnerki życiowej Katharine Coman, opublikowany w 1922. Katharine Coman zmarła na raka w wieku 57 lat.